# Krzywa (województwo dolnośląskie)
Krzywa – wieś w Polsce położona nad rzeką Brenną, w województwie dolnośląskim, w powiecie legnickim, w gminie Chojnów.

## Podział administracyjny
W latach 1945–1954 siedziba gminy Krzywa. W latach 1975–1998 miejscowość administracyjnie należała do województwa legnickiego.

## Położenie i transport
W odległości 1,5 km na południowy zachód od centrum wsi zlokalizowany jest węzeł drogowy „Krzywa” (autostrady A4 i drogi krajowej nr 94). Ponadto, w pobliżu wsi znajduje się nieczynne lotnisko Krzywa, do roku 1993 używane wraz z przylegającym osiedlem wojskowym przez stacjonujące tu jednostki Północnej Grupy Wojsk Armii Radzieckiej. Obecnie na terenie funkcjonuje lądowisko Krzywa. Ze względu na dogodne położenie komunikacyjne na terenach lotniska i bezpośrednio przylegających do węzła drogowego na jego obszarze (około 147 ha) utworzono największą podstrefę Legnickiej Specjalnej Strefy Ekonomicznej.
W czasach PRL w pobliżu miejscowości kończyła się droga międzynarodowa T22, stanowiąca połączenie Krzywej oraz drogi międzynarodowej E22 z granicą polsko-niemiecką w Zgorzelcu.

## Historia
Potwierdzeniem wczesnych początków osadnictwa jest znalezione cmentarzysko z epoki brązu. Pierwszy zapis o miejscowości pochodzi z buli papieża Innocentego IV z 1245, należała wówczas do dóbr biskupów wrocławskich, zapis ten brzmiał villam Ripi. Zapis z 1304 podaje nazwę Krywa, a z 1345 Scriba. W XVI wieku wieś stanowiła własność rodu Festenberg-Packisch, który wprowadził tu luteranizm. W 1813 rozegrała się tu potyczka pomiędzy wojskami rosyjskimi i francuskimi.

## Zabytki
Do wojewódzkiego rejestru zabytków wpisany jest:
- Kościół ewangelicki, obecnie rzymskokatolicki pw. św. Anny, z XV wieku (wieża), wybudowany w 1714 r. i przebudowany w II poł. XIX w. Pierwszy kościół powstał w latach 1325–1335, kiedy to do Krzywej przeniesiono probostwo ze Starego Łomu. Świątynia orientowana, murowana, jednonawowa, z dwukondygnacyjnymi emporami. W wyposażeniu gotycka Pietà z XV w., malowidła z 1714 oraz liczne późnorenesansowe i barokowe nagrobki[5].

## Sport
W Krzywej działa klub piłkarski Sokół Krzywa. Klub został założony w 2000 roku, obecnie występuje w trzeciej grupie A klasy w legnickim OZPN. Przy ekipie seniorskiej działa także kilka drużyn juniorskich oraz rezerwy drużyny seniorskiej grające na poziomie B klasy.

## W Krzywej funkcjonują
- Ochotnicza straż pożarna włączona do systemu KSRG
- Szkoła podstawowa im. 10 Brygada Kawalerii Pancernej (III RP) oraz przedszkole
- Zespół folklorystyczny „Jaskółki”
- Gminna Biblioteka Publiczna
- Motel
- Stacja benzynowa